# Heinz Hasselberg
Heinz Hasselberg (19 de janeiro de 1914 — 30 de maio de 1989) foi um ciclista alemão. Competiu pela Alemanha nos Jogos Olímpicos de Berlim 1936 onde terminou em quarto na perseguição por equipes.